# Kamazan
Kamazan (persiska: كُمازان, كَمازان, کمازان) är en ort i Iran. Den ligger i provinsen Hamadan, i den nordvästra delen av landet, 280 km sydväst om huvudstaden Teheran. Kamazan ligger 1 874 meter över havet och antalet invånare är 829.
Terrängen runt Kamazan är kuperad.Runt Kamazan är det ganska tätbefolkat, med 104 invånare per kvadratkilometer. Närmaste större samhälle är Gamasa, 15,2 km nordost om Kamazan. Trakten runt Kamazan består i huvudsak av gräsmarker.